# Reggae OK
"Reggae OK" foi a canção da Finlândia Festival Eurovisão da Canção 1981. interpretado em finlandês por Riki Sorsa. A referida canção tinha letra de Olli Ojala e música de Jim Pembroke e foi orquestrada por Otto Donner. 
A canção finlandesa foi a oitava a ser interpretada na noite do festival (a seguir à canção jugoslava) e antes da canção francesa interpretada por Jean Gabilou. No final da votação a canção finlandesa recebeu 27 pontos e posicionou-se em 16.º lugar entre 20 países participantes).
A canção é um elogio da música reggae, com Sorsa cantando que os seus ouvintes irão "gostar dele ate à morte" e que "aquilo soa como uma bomba". Ele critica mesmo aqueles que dizem que ele ouve muito daquela música.